# Basa tvrdí charakter
Basa tvrdí charakter (v anglickém originále The Wandering Juvie) je 16. díl 15. řady (celkem 329.) amerického animovaného seriálu Simpsonovi. Scénář napsali John Frink a Don Payne a díl režírovala Lauren MacMullanová. V USA měl premiéru dne 28. března 2004 na stanici Fox Broadcasting Company a v Česku byl poprvé vysílán 23. prosince 2006 na stanici ČT2.

## Děj
Když se rodina Simpsonových ocitne v obchodním domě Costington's, Bart využije jako žert registr svatebních darů a zaregistruje sebe a svou nevěstu „Lottu Cooties“, aby dostali svatební dary. Bart pozve na svou „svatbu“ mnoho lidí a plánuje si vzít všechny nepoužité dárky zpět za kredit do obchodu, ale zastaví ho náčelník Wiggum, jenž Barta zatkne a odmítne jeho úplatek v podobě svatebních darů. Soudkyně Konstance Krutá Barta odsoudí k 6 měsícům vězení pro mladistvé. 
Ve vazební věznici se Bart bojí, že bude pohřben zaživa na pískovišti nebo vyfotografován, jak ho někdo udeřil při sjíždění skluzavky. Brzy si všimne, že dívčí pasťák je na druhé straně řetězového plotu. Bart se pokouší s těmito dívkami pošťuchovat, ale ty jej napadnou. Jedna z dívek, Gina Vendettiová, nožem zničí Bartovu uniformu a vyhrožuje mu, že až se příště přiblíží k jejich plotu, vykastruje ho. Bartovy problémy pokračují, když ho dva týdny před propuštěním ředitel věznice spojí s Ginou k tanci. Když tančí, Gina s Bartem uteče pomocí lana a ocitnou se na okenní římse. Vzhledem k tomu, že jsou spolu spoutáni, je Gina nucena vzít neochotného Barta s sebou, než se okno zavře. Během společného útěku pomalu si získávají vzájemnou důvěru. 
Na útěku dvojice hledá kováře, který by jim mohl sundat pouta. Jsou osvobozeni, ale poté, co se tak stane, je Gina sama a opuštěná. Začne plakat a přizná se Bartovi, že nemá žádnou rodinu. Když s ní soucítí, zlostně se na něj vrhne, dokud nepřijede policie a nezatkne je (společně s medvědem, o kterém Cletus správně předpověděl, že napadne Wigguma). Gina se cítí hrozně, že způsobila prodloužení Bartova trestu, a přizná se, že za útěkem stála ona, čímž Barta zbaví dalších obvinění. Nakonec Simpsonovi a ředitel věznice zakročí, aby Gině pomohli cítit se lépe, když zůstala bez rodiny, a nabídnou jí v cele mexickou hostinu.

## Přijetí
Ve Spojených státech díl během premiéry sledovalo 10,5 milionu diváků.
Colin Jacobson z DVD Movie Guide napsal, že „stejně jako mnoho epizod z ‚pozdějších let‘, i Basa je ozvěnou dřívějších dílů, takže očekávejte náznaky dřívějších pořadů o ‚Bartově přítelkyni‘. Přesto Basa rozvíjí poměrně slušnou komedii a jede v dobrém tempu. Stává se jedním z lepších počinů 15. řady.“
Server Simbasible označil díl za „velmi nezajímavou epizodu z pasťáku“.